# کریستوس سارتزتاکیس
کریستوس سارتزِتاکیس (یونانی: Χρήστος Σαρτζετάκης؛ ۶ آوریل ۱۹۲۹ – ۳ فوریهٔ ۲۰۲۲) یک سیاست‌مدار، وکیل و قاضی اهل یونان بود. سارتزِتاکیس سومین رئیس‌جمهور یونان بود که در میان سال‌های ۱۹۸۵ تا ۱۹۹۰ یک دوره پنج ساله در این ریاست جمهوری یونان برگزیده شده بود.

## سنین جوانی و تحصیل
سارتزِتاکیس در نئاپولی، تسالونیکی، در ۶ آوریل ۱۹۲۹ متولد شد. پدرش افسر ژاندارمری بود که در تسالونیکی خدمت می‌کرد، یک اهل کرت بود که در کاندانوس، چانیا متولد شد، در حالی که مادرش یک مقدونی یونانی بود که در اسکلیترو، فلورینا  که در استان مقدونیه غربی است متولد شد.
او مدرک حقوق خود را از دانشگاه ارسطو تسالونیکی گرفت.

## درگذشت
وی در ۳ فوریه ۲۰۲۲ در سن ۹۲ سالگی در بیمارستانی در آتن بر اثر نارسایی تنفسی حاد درگذشت.